# Katarina Reuter
Andrea Katarina Reuter, född 10 juni 1964 i Helsingfors, är en finländsk konstnär. 
Reuter studerade vid Åbo ritskola 1983–1984 och vid Bildkonstakademin 1984–1988. Efter debuten 1988 har hon ställt ut flitigt i hemlandet, ofta målningar i sviter eller serier på teman som har med varierande landskapsupplevelser att göra. Hon har utfört en altartavla i Malms församling. 